# F. Laeisz

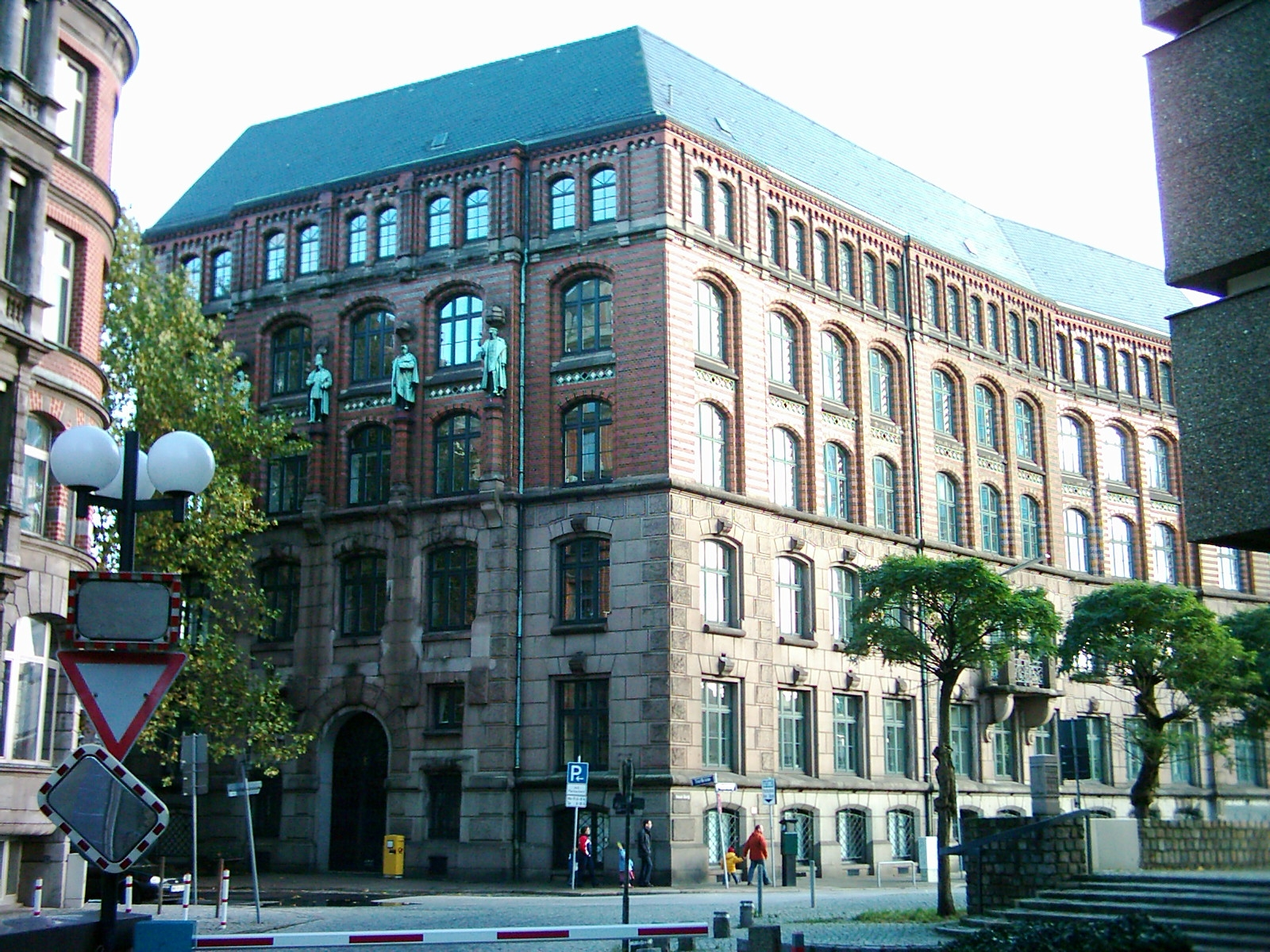
Laeiszhof, Stammsitz der Reederei

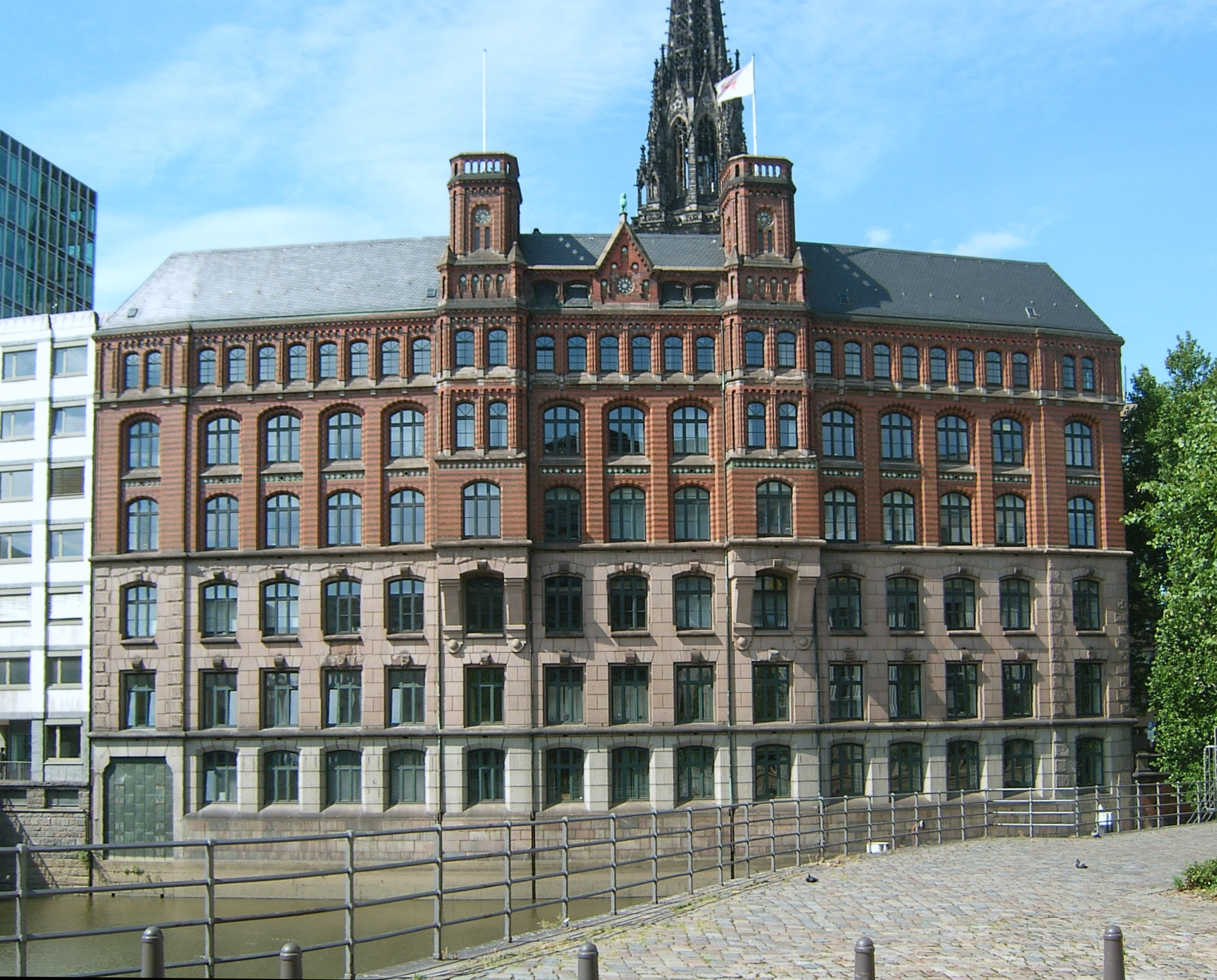
Laeiszhof an der Trostbrücke 1 in Hamburg-Altstadt

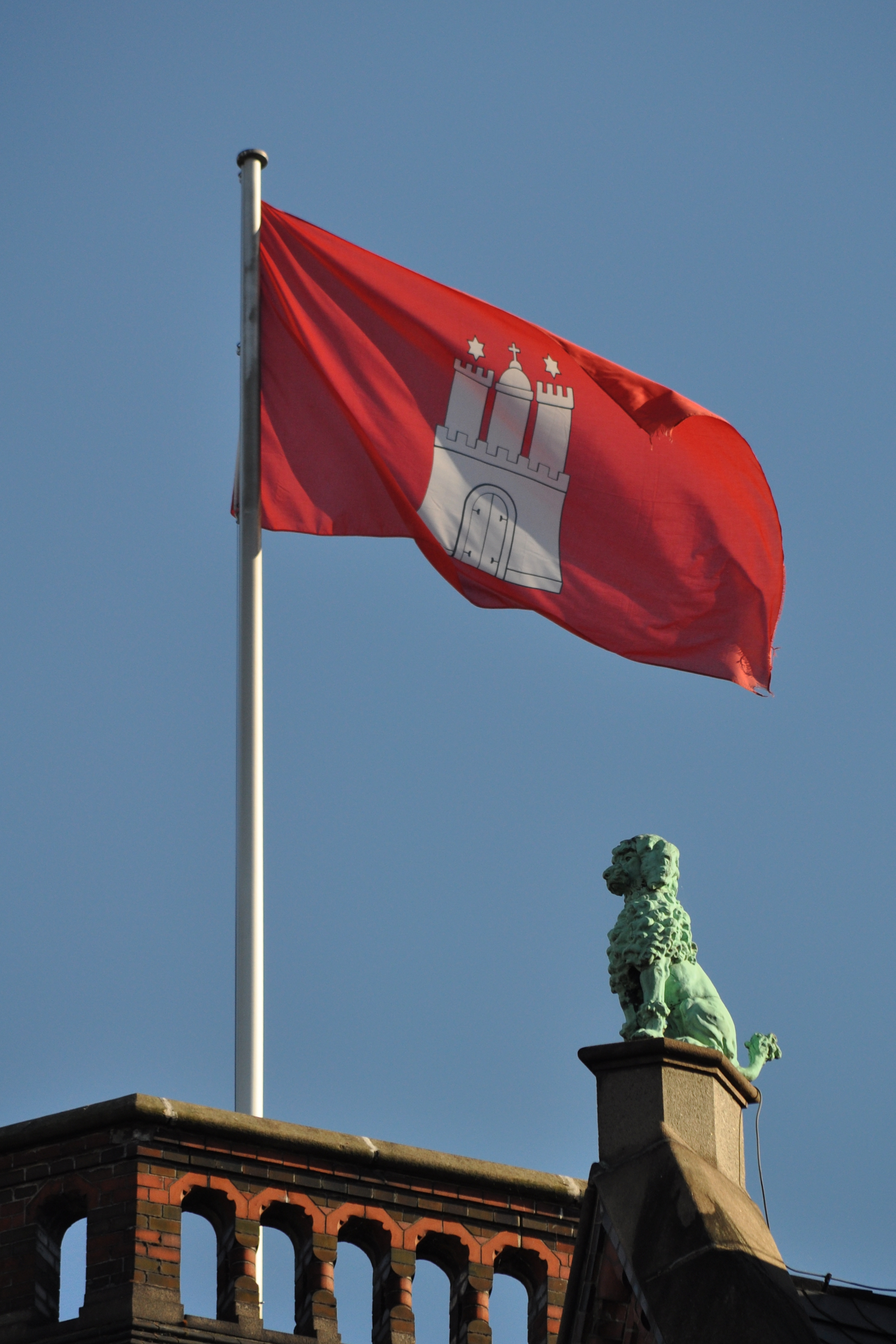
Der Pudel, Spitzname von Sophie Laeisz, steht für die mit „P“ beginnenden Schiffsnamen

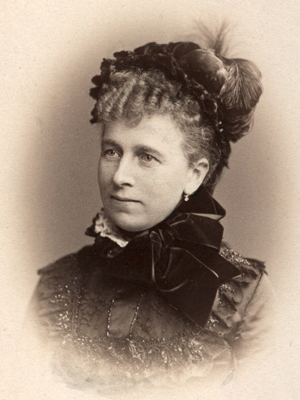
Sophie Laeisz, Schwiegertochter des Firmengründers mit dem Spitznamen Pudel

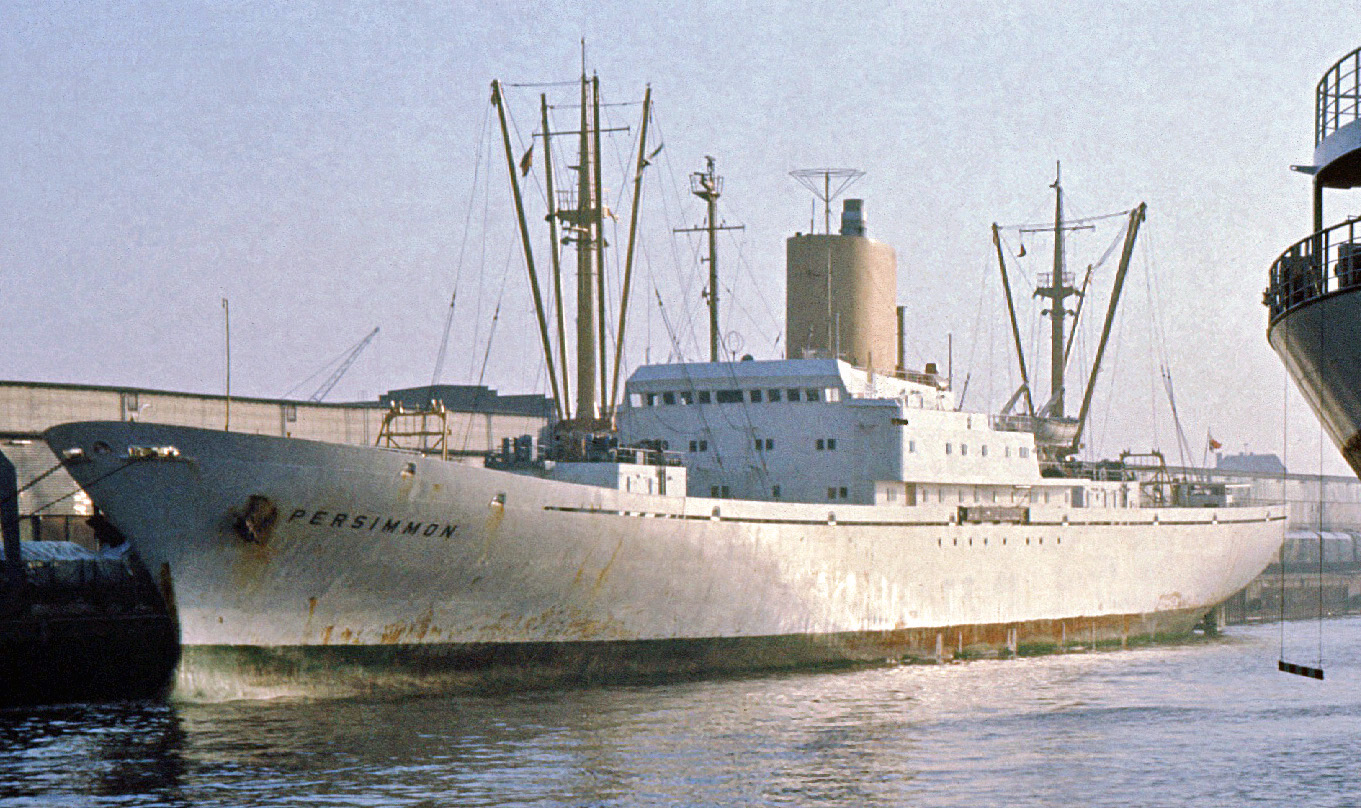
Persimmon als Beispiel schöner Kühlschiffe der Reederei (1973)

F. Laeisz (ausgesprochen „Leiß“; kurz: FL) ist eine traditionsreiche Hamburger Reederei (heutige Sitze in Hamburg, Rostock, Bremerhaven und Grabow), die vor allem für ihre schnellen und robusten Großsegler, Flying P-Liner genannt, bekannt war. Die Reedereiflagge zeigt die Initialen „FL“ mit und ohne drei Sterne (Handel, Schifffahrt und Assekuranz) in Rot auf weißem Grund, in denselben Farben das Reedereiwappen einen Anker, flankiert von den Initialen, gekrönt von den drei Sternen.

## Entwicklung der Reederei
Ferdinand Laeisz gründete am 24. März 1824 ein Unternehmen für die Herstellung von Hüten. Durch Expansion ins Ausland kaufte er 1839 die nach seinem Sohn benannte Brigg Carl. Am 1. März 1852 stieg Ferdinands Sohn Carl Laeisz als Teilhaber in das Unternehmen ein. 1857 erfolgte der erste eigene Schiffsneubau. Die hölzerne Bark wurde Pudel getauft, nach dem Spitznamen der Ehefrau Carls, Sophie Christine (1831–1912), geb. Knöhr, den sie aufgrund ihrer krausen Haare trug.
Alle weiteren eigenen Schiffsneubauten ab 1861 führten den Anfangsbuchstaben „P“ im Namen. Daraufhin bezeichneten britische Seeleute die Reederei zunächst als P-Line. Carl Laeisz’ Credo war „Meine Schiffe können und sollen schnelle Reisen machen!“ Bald standen seine Segler für Zuverlässigkeit und Schnelligkeit, woraufhin sie als Flying P-Liner bekannt wurden.
1892 kaufte F. Laeisz seinen ersten eisernen Dampfer (Hamburg, in Naxos umbenannt) von der Hamburg-Südamerikanischen Dampfschifffahrts-Gesellschaft (Laeisz-Gründung 1871), den die Deutsche Levante Linie (DLL, Laeisz-Mitgründung 1889) einsetzte. So entstand mit der Zeit eine Marktstellung durch die Gründungen weiterer Dampfschifffahrtsgesellschaften und -linien (u. a. 1847 Mitgründung der Hapag, 1874 Mitgründung der Deutsch-Australischen Dampfschifffahrtsgesellschaft, 1886 Mitgründung der Woermann-Linie, 1890 Mitgründung der Deutschen Ost-Afrika-Linie).
Die mitgegründeten Unternehmen waren sehr fortschrittlich mit Dampfschiffen ausgestattet, während man bei Laeisz die Segelschiffstradition der Flying P-Liner fortführte, die mit ihren Salpeterfahrten Weltruhm und hohe Gewinne einfuhren. Noch bis Ende der 1920er Jahre konzentrierte F. Laeisz sich auf den Salpeterhandel mit Chile, der dann allerdings durch den nach dem Haber-Bosch-Verfahren künstlich hergestellten Salpeter überflüssig wurde.
1914 wurden die ersten beiden Bananenkühlschiffe Pionier und Pungo für die 1912 gegründete Tochterfirma Afrikanische Frucht-Compagnie bestellt, die wegen Beginns des Ersten Weltkriegs bei Fertigstellung nie als solche für die Reederei in Fahrt kamen. Mit der Poseidon wurde 1923 das erste Dampfschiff übernommen und 1926 mit der Viermastbark Padua das letzte Segelschiff erstanden. Dieser Kauf läutete das Ende der Ära der Flying P-Liner ein, das mit der Abgabe des Schiffs an die Sowjetunion nach dem Zweiten Weltkrieg erreicht war.
Das Unternehmen besitzt seit 1904 ein nennenswertes Aktienpaket der BRAHMA, einer Vorgängerfirma des heutigen Brauereikonzerns AmBev, das 1942 kriegsbedingt beschlagnahmt wurde und dessen Rückgabe von der brasilianischen Regierung bisher verweigert wird.
Im Jahr 1947 machte die Reederei F. Laeisz mit den beiden Fischkuttern Plisch und Plum, die noch drei Hilfssegel trugen, einen Neuanfang und konzentrierte sich einige Jahrzehnte auf den Bananentransport aus Südamerika.
Zum 200-jährigen Firmenjubiläum der Reederei 2024 zeigt das Internationale Maritime Museum Hamburg auf Deck 2 des Museums, vom 22. März bis 15. September 2024, eine große Sonderausstellung.

## F. Laeisz Schiffahrtsgesellschaft mbH + Co
Nachdem sich an der Reederei neben der Familie Laeisz bereits die Partner Willi Ganssauge (1936) und Nikolaus W. Schües (1973) bzw. ihre Familien beteiligt hatten, übernimmt Anfang 1982 in einer schweren Schifffahrtskrise die neu gegründete F. Laeisz Schiffahrtsgesellschaft mbH + Co alle Schifffahrtsgeschäfte. Beteiligt sind an dem neuen Unternehmen Schües und, befristet auf einige Jahre, F. Laeisz. Im Jahr 1993 wurden die zu diesem Zeitpunkt noch vorhandenen 47 Schiffe der Deutschen Seereederei in Rostock und die Mitarbeiter übernommen. 2004 kaufte Schües die F. Laeisz (OHG) mit sämtlichen Rechten an der Historie. Die Reederei F. Laeisz, Rostock, ist heute die operative Gesellschaft, die F. Laeisz GmbH, Hamburg, fungiert als Holding.
Schiffe mit dem Schriftzug „DSR – SENATOR“ an der Bordwand waren Schiffe der Reederei NSB Niederelbe Schiffahrtsgesellschaft sowie der Reederei F. Laeisz; sie sind in der Literatur dokumentiert auch per Federzeichnung und wurden als Containerschiffe im deutschen Management mit Stand 2004 in einer illustrierten Flottenliste als Buch mit Schiffsliste und Federzeichnungen veröffentlicht.
Heute betreibt die Reederei Containerschiffe, Massengut-, Gas- und Car Carrier und Forschungsschiffe. Fast alle Schiffe tragen heute Namen, die mit „P“ beginnen. Mit der Peene Ore als Flaggschiff betrieb die Reederei das größte Handelsschiff unter deutscher Flagge.

## Laeiszhof
1897/1898 entstand mit dem Laeiszhof an der Trostbrücke ein repräsentatives denkmalgeschütztes Kontorhaus für die dort noch heute ansässige Firma, das von einer bronzenen Pudelskulptur, nach dem Spitznamen von Sophie Laeisz, bekrönt wird.

## Siehe auch

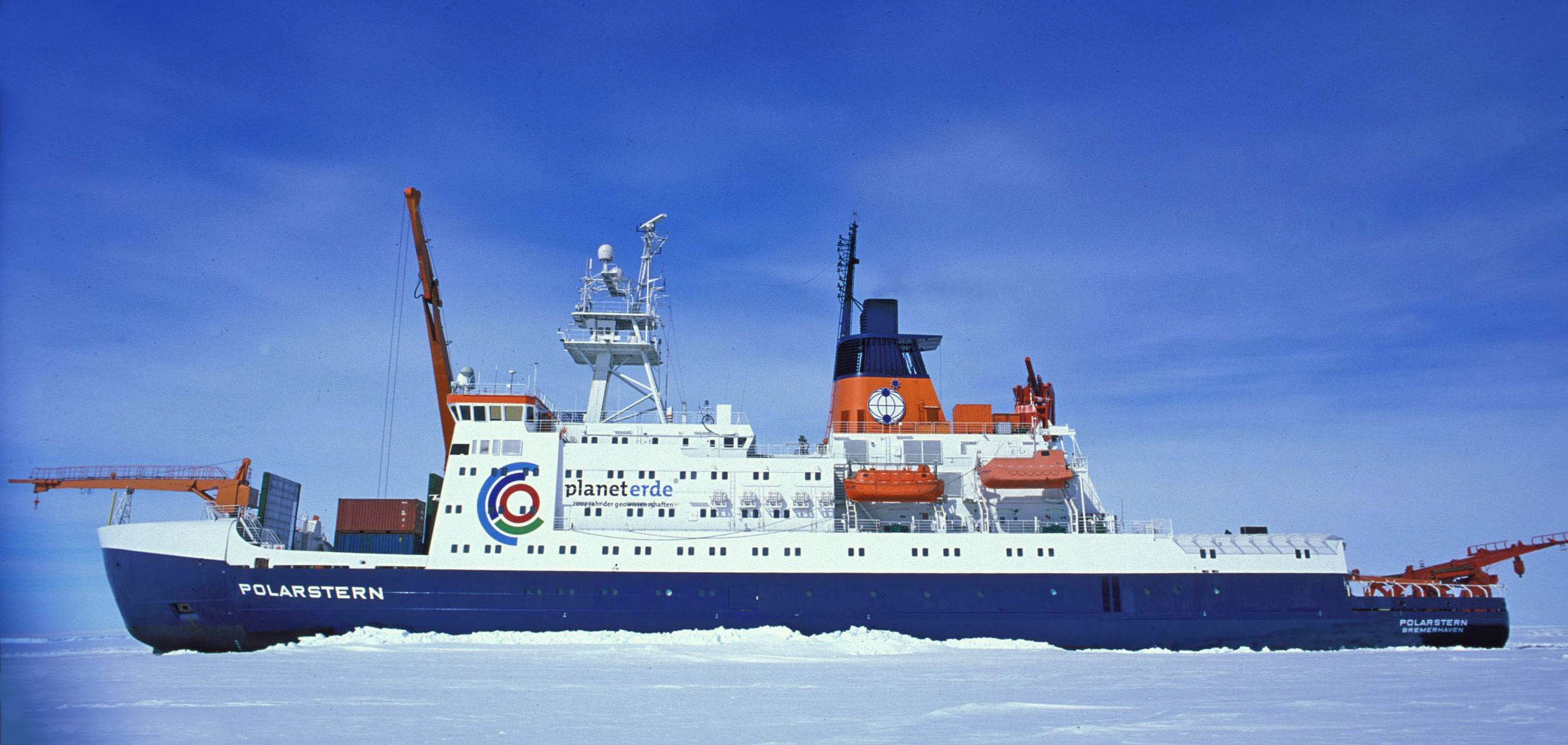
Forschungsschiff Polarstern, aktuell bereedert durch F. Laeisz

## Laeiszhalle
Die Musikhalle Hamburg am Johannes-Brahms-Platz heißt seit Januar 2005 wieder Laeiszhalle. Carl Laeisz hatte die Firma testamentarisch verpflichtet, 1,2 Millionen Mark für den Bau einer Musikhalle zu zahlen, seine Witwe Sophie hatte den Betrag noch einmal aufgestockt. Der 1908 fertiggestellte neobarocke Bau war bei seiner Eröffnung der größte und modernste Konzertsaal in Deutschland und trug bis 1933 den Namen Laeiszhalle.